# Психотехника
Психоте́хника (от греч. ψυχή — душа, и др.-греч. τεχνικός от τέχνη — искусство, мастерство, умение) — отрасль психологии, получившая широкое распространение в 1910—1930-х гг. и изучавшая приложение психологии к решению практических вопросов, в основном связанных с психологией труда, профориентацией и профотбором. В настоящее время содержание психотехники, её проблемы и методы вошли в сферу прикладной психологии: психологии труда, организационной психологии, инженерной психологии.

## История
Термин «психотехника» предложил в 1903 году немецкий психолог В. Штерн, а в 1908 году немецкий психолог Г. Мюнстерберг сделал попытку оформить психотехнику как науку, определив её содержание и методы. В задачи психотехники включалось решение таких вопросов, как профессиональный отбор и профессиональная консультация, профессиональное обучение, рационализация труда, борьба с профессиональным утомлением и несчастными случаями, создание психологически обоснованных конструкций машин и инструментов, психическая гигиена, психология воздействия (в частности, средствами плаката, рекламы, кино и т. п.), психотерапия, психология искусства. Интенсивное развитие психотехники приходится на время Первой мировой войны 1914—1918 гг., когда первоочередными стали вопросы профессионального отбора для нужд армии и военного производства. В связи с этим широкое применение в психотехнике имеет метод тестов. Теоретической основой психотехники стала дифференциальная психология.
Расцвет психотехники пришелся на конец 1920-х гг. Издавались специальные журналы: в СССР — «Психотехника и психофизиология труда» (1928—1932, с 1932 — «Советская психотехника»), в Германии — «Psychotechnische Zeitschrift» (с 1925 г.) и др. В 1927 году в СССР было создано Всероссийское (впоследствии — Всесоюзное) психотехническое общество. Среди крупнейших исследовательских центров: Харьковский институт труда и др.
После постановления ЦК ВКП(б) «О педологических извращениях в системе Наркомпросов» психотехника (как и другие психологические дисциплины, где активно применялся запрещенный постановлением метод тестов, например, педология или дефектология) вынужденно отказывается от официального применения тестирования. В ходе сталинской чистки и политических процессов середины 1930х г. бывший член партии эсеров, организатор и председатель Всесоюзного общества психотехники и прикладной психофизиологии И. Шпильрейн был осужден по политической статье и расстрелян. Эти два обстоятельства нанесли существенное ограничение дальнейшему распространению психотехники и развитию психотехнических исследований в стране как самостоятельной научной дисциплины. С конца 1930х годов психотехника продолжает свое существование в СССР под широким дисциплинарным названием и в рамках психологии.
Из-за сворачивания психотехники как самостоятельного дисциплинарного проекта в странах, где она была наиболее развита — СССР и Германии — само понятие «психотехника» теряет прежнее значение. В дальнейшем термин «психотехника» получает все меньшее распространение в литературе. В настоящее время содержание психотехники, её проблемы и методы входят в сферу прикладной психологии.

## Другие значения
- В настоящее время в психологии под «психотехникой», как правило, понимают конкретный комплекс психологических приёмов воздействия[4].
- В зарубежном театральном искусстве «психотехникой» нередко называют методику К. С. Станиславского и систему Н. В. Демидова по психотехнике актёра, нашедших отражение в книге «Работа актёра над собой».
- Историк религий М. Элиаде ввел термин «психотехника» в религиоведение в качестве эквивалента слову «йога»[5].
- В российском религиоведении термин «психотехника» может употребляться как синоним духовной или религиозной практики[6].